# Paulo Ferreira (cyclisme)
Pour les articles homonymes, voir Paulo Ferreira (homonymie) et Ferreira.
Paulo José Ferreira dos Santos (né à Vialonga le 11 mai 1962) est un coureur cycliste portugais, professionnel de 1984 à 1988. Son palmarès comprend une victoire d'étape sur le Tour de France. 

## Palmarès
- 1980
  -  Champion du Portugal de poursuite juniors
  -  Champion du Portugal de vitesse juniors
- 1982
  - 2eb étape du Grand Prix Jornal de Notícias
- 1983
  - Tour de l'Alentejo :
    - Classement général
    - 8eb étape

  - 2e du championnat du Portugal sur route
- 1984
  - 1re étape du Tour de l'Algarve
  - Tour des Terres de Santa Maria da Feira
  - 3eb et 7e étapes du Tour du Portugal
  - 5e étape du Tour de France
- 1985
  - 7e étape du Tour de l'Algarve
  - Grand Prix Jornal de Notícias
  - 2e du Circuit de Malveira
- 1986
  - 2e étape du Trophée Joaquim-Agostinho
  - 2e du Tour de l'Alentejo
- 1987
  - Circuit de Malveira
- 1988
  - 2e étape du Tour de l'Algarve
  - 7e étape du Tour de l'Alentejo
  - 3e étape du Tour du Portugal (contre-la-montre par équipes)

## Résultats sur le Tour de France
1 Participation
- 1984. abandon (18e étape), vainqueur de la 5e étape